# Kolenovac
Kolenovac es una localidad de Croacia en el municipio de Netretić, condado de Karlovac.

## Geografía
Se encuentra a una altitud de  m s. n. m. a  km de la capital nacional, Zagreb.

## Demografía
En el censo 2011, el total de población de la localidad fue de 12 habitantes.
| Gráfica de población de Kolenovac 1857-2011                         |
|                                                                     |
| Según los censos de población de la oficina estadística de Croacia. |